# Шаарбеков, Кадырбек
Кадырбек Шаарбеков (род. 2 февраля 1998) — киргизский футболист, нападающий клуба «Алга». Мастер спорта Кыргызской Республики по футболу (2015).

## Клубная карьера
Киргиз по национальности. Занимался в академии бишкекского клуба «Дордой». В 2013 году в составе команды стал лучшим бомбардиром и победителем турнира «Весенние каникулы» в Алма-Ате. Начал карьеру в 2014 году выступая за «Ала-Тоо» в чемпионате Кыргызстана. В 2017 году вернулся в «Дордой». За основную команду в сезоне 2017 года провёл лишь две игры, а в основном выступал за дублирующий состав, вместе с которым стал победителем Первой лиги Кыргызстана и был признан лучшим игроком турнира. В составе основной команды в 2018 году стал чемпионом Кыргызстана и дебютировал в Кубке АФК.
Сезон 2019 года провёл в стане «Илбирса» на правах аренды, став лучшим бомбардиром клуба с 11 голами. С 2020 года — игрок «Алги».
В 2023 году в составе клуба «К2 Спортклуб» стал лучшим бомбардиром Кубка Бишкека по футзалу.

## Карьера в сборной
Вызывался в расположение юношеских сборных Кыргызстана до 16 лет и до 19 лет. В составе олимпийской сборной стал победителем Tsunami Cup-2017 и участвовал на Азиатских играх 2018 года (оба турнира состоялись в Индонезии). Вызывался в стан национальной сборной, однако ни одного матча за команду так и не провёл.

## Достижения
- Чемпион Кыргызстана: 2018